# Stefano Tosi (cantante)
Stefano Tosi (Pistoia, 3 gennaio 1959) è un cantautore italiano.

## Biografia
Attivo fin dalla metà degli anni settanta nel panorama musicale toscano, Stefano Tosi (nome completo Stefano Tosi Innocenti) ha iniziato a muovere i primi passi nel mondo musicale facendosi notare come autore di canzoni dal gusto particolare e paradossale dai titoli inconsueti come "La ruga", "Il fango", "N'connetto più" e così via fino all'incontro con Carlo D'Apruzzo, un allora giovane direttore artistico, nei primi anni ottanta.
Quest'ultimo, tramite l'agenzia VegaStar di Fernando Capecchi, portò Tosi a partecipare come cantante ed autore al concorso per voci nuove Talent Scout, vincendo il quale si otteneva l'accesso al Festival di Castrocaro.
Essendo tra i vincitori di questo concorso nazionale indetto da Gianni Ravera, Stefano Tosi approda nel 1980 al Festival di Castrocaro dove partecipa sia come cantante che come autore per altri nuovi interpreti presenti quell'anno, ottenendo un lusinghiero successo di pubblico e tra i rappresentanti del mondo discografico che lo proietta verso la partecipazione al più famoso Festival di Sanremo insieme a Luca Barbarossa.
Partecipa quindi al Festival di Sanremo 1981 con il brano "Io mi" (Carlo D'Apruzzo - Mirco Filistrucchi - Stefano Tosi Innocenti) edito dalla casa discografica Carosello. 
Il retro del 45 giri sanremese, un brano dal titolo "Uh Tivvù", rispecchia in modo assai più fedele lo spirito delle composizioni di Tosi del brano presentato quell'anno a Sanremo che soffre, oltre che di alcune ingenuità compositive, di un arrangiamento dai toni gravi e non del tutto rispondenti alla originaria spensieratezza del brano così come ascoltato in precedenti incisioni.
Nel contempo, essendo sotto contratto con le Edizioni Curci, Tosi realizza insieme al paroliere Mirco Filistrucchi una serie di composizioni per altri artisti che nonostante diversi provini realizzati da importanti nomi dello spettacolo, non verranno mai pubblicate per svariati motivi e non ultimo, sembra, i non più buoni rapporti con la casa discografica Carosello/Curci.
Restano negli archivi della Carosello una piccola serie di inediti di questo artista che non hanno mai visto la luce.
Nel 1983 realizza un 45 giri a sostegno di un'iniziativa sull'obiezione di coscienza, "Gente d'Europa".
Il 45 giri esce in poche copie distribuite prevalentemente attraverso canali non convenzionali ed è l'ultimo lavoro pubblicato di questo artista.
In seguito a ad una serie di problemi familiari, nella seconda metà degli anni '80, Tosi abbandona completamente il mondo musicale limitandosi in seguito ad alcune sporadiche collaborazioni con altri artisti (tra i più noti Stefano Sani, Creme Caramel, Maurizio Nuti degli Homo Sapiens).